# Rede Amazônica Cruzeiro do Sul
Rede Amazônica Cruzeiro do Sul é uma emissora de televisão brasileira sediada em Cruzeiro do Sul, cidade do estado do Acre. Opera nos canais 5 VHF analógico e 22 UHF digital, e é afiliada à TV Globo. Pertence ao Grupo Rede Amazônica.

## História
A emissora entrou no ar em 1980, em caráter experimental, exibindo programas da Rede Bandeirantes (rede com a qual todas as emissoras da Rede Amazônica eram afiliadas) por meio de fitas, sempre em atraso. Em 1985, a emissora foi oficialmente inaugurada pelo jornalista Phelippe Daou como TV Cruzeiro do Sul, sendo afiliada à Rede Globo.
No início dos anos 2000, a TV Cruzeiro do Sul deixou de produzir a edição local do Jornal do Acre, sua única produção local.
Em 14 de junho de 2006, a TV Cruzeiro do Sul sofre uma pane e sai do ar. Segundo Adriana Negreiros, então gerente administrativa da emissora, medidas emergenciais foram tomadas para evitar uma pane geral, e um técnico foi enviado pela Rede Amazônica para tentar solucionar o problema, que não foi resolvido, devido a falta de peças necessárias. Em 29 de junho, a emissora passou a utilizar um transmissor reserva, que operava apenas com 10% da capacidade, tendo sua programação exibida provisoriamente pelo canal 19 UHF, onde originalmente operava uma retransmissora da Amazon Sat. O problema só foi resolvido no mês de julho. A pane da emissora teve grande repercussão na cidade, já que muitos cruzeirenses ficaram impossibilitados de assistir os jogos da Copa do Mundo, transmitidos pela Rede Globo.
A partir de 3 de janeiro de 2015, a emissora deixou de se identificar como TV Cruzeiro do Sul, passando a utilizar a nomenclatura Rede Amazônica Cruzeiro do Sul.
Em setembro de 2016, a emissora produziu blocos locais do Acre TV, por ocasião de entrevistas com os candidatos à prefeitura de Cruzeiro do Sul nas eleições municipais daquele ano. As entrevistas foram realizadas pelo jornalista Jefson Dourado, da Rede Amazônica Rio Branco.
Em 23 de julho de 2018, após reestruturações, a Rede Amazônica Cruzeiro do Sul voltou a produzir regularmente um telejornal local após quase quinze anos da suspensão das produções locais da emissora: O bloco local do Jornal do Acre 2ª Edição. O telejornal continuou sendo exibido até 2019.
Em 15 de maio de 2023, após quatro anos sem produção de telejornais locais, a Rede Amazônica Cruzeiro do Sul reestreou uma edição local do Jornal do Acre 2ª Edição, apresentada por Ronaldo Lima. Assim como em outras estações da Rede Amazônica no interior dos estados, o telejornal é produzido diretamente dos estúdios da rede em Manaus, no Amazonas.

## Sinal digital
| Canal virtual | Canal digital | Resolução de tela | Programação                                                     |
| ------------- | ------------- | ----------------- | --------------------------------------------------------------- |
| 5.1           | 22 UHF        | 1080i             | Programação principal da Rede Amazônica Cruzeiro do Sul / Globo |

A Rede Amazônica Cruzeiro do Sul iniciou suas transmissões digitais pelo canal 22 UHF em agosto de 2018.

## Programas
Além de retransmitir a programação nacional da TV Globo e estadual da Rede Amazônica Rio Branco, a Rede Amazônica Cruzeiro do Sul exibe o seguinte programa:
- Jornal do Acre 2ª Edição: Telejornal, com Ronaldo Lima;

Diversos outros programas locais compuseram a grade da emissora, e foram descontinuados:
- Acre TV (bloco local)[7]
- Boletim 24 Horas[11]
- Jornal Cruzeiro do Sul[12]

## Equipe

### Membros atuais
- Rayza Lima[9]
- Ronaldo Lima[9]

### Membros antigos
- Bruno Vinicius[13]
- Francisco Costa[3]
- Gledisson Albano[14]
- Mona Moura[8]